# Милорад Гођевац
Милорад Гођевац (Ваљево, 12. март 1860 — Београд, 21. септембар 1933) био је лекар и национални радник, покретач и организатор српске четничке акције у борби за ослобођење Македоније.

## Биографија
Гимназију је завршио у Београду 1880, а медицину у Бечу 1889. године. Четири године служио је као државни лекар у Књажевцу и Београду, па је онда ступио у службу београдске општине, у којој је остао до 1. априла 1925. године. Од 1899. године био је шеф општинског санитета. Као општински лекар дошао је Гођевац у додир са Старосрбијанцима и Македонцима, који су живјели у Београду, залазио у њихове радње, упознао се са њиховим животом и преко њих са приликама на југу. Тако се упознао и са комитама, који су долазили у Београд на зимовање, и који су припадали бугарској комитетској организацији. У Београду је упознао бугарског војводу Стојана Донског који га је упутио у рад и статут ВМОРО. Од њих је Гођевац сазнао, да нема другога спаса за српско име у тим крајевима него поћи истим путем, којим су Бугари још раније пошли, и који их је довео чак до Бујановца и Врања на северу, до Охрида на западу и до Солуна на југу.
Из Београда је 1903. године кренула тзв. "приватна иницијатива", која је имала за циљ да се супротстави бугарској комитској акцији у Македонији. Гођевац је за ту идеју загријао свога пријатеља, Луку Ћеловића, предсједника Београдске задруге, а потом и адвоката Васу Јовановића. Тако су они основали први одбор за потпомагање четничке акције у Старој Србији. Тајно од владе, Гођевац и Ћеловић започињу рад. После 29. маја 1903. пришао им је и генерал Јован Атанацковић. У лето 1903. године у кући генерала Јована Атанацковића у Крунској улици у Београду оснивају Српски комитет. Влада и конзули из српских конзулата на југу били су апсолутно противни четничкој акцији. У мају 1904. била је послата од одбора из Београда прва чета војвода Анђелка Алексића, која се сукобила на Четирцу са турском војском и сва изгинула. То је изазвало буру у Београду. Београдска штампа, инспирисана из службених кругова, напала је најоштрије Гођевца и другове му, што шаљу људе на кланицу. Али већ крајем исте године четнички покрет је узео толиког маха, да су се одушевили њиме и Београд и цела земља. Идеја Гођевца и другова тријумфовала је. За непуну годину дана четничке акције добило се више, него кроз дуге године пропаганде. После Милоша Милојевића ни један наш човек није се толико заложио у раду за Стару Србију као Гођевац.
Почетком априла 1925. године Гођевац је изишао из општинске службе и постао начелник Министарства социјалне политике, а послије мјесец дана је пензионисан.